# Nove poetas líricos
Nove poetas líricos, ou nove poetas mélicos, constituem o cânone dos melhores e mais marcantes poetas gregos arcaicos, cuja obra influenciara o curso da literatura grega, segundo a fundada opinião dos comentadores e estudiosos helenísticos de Alexandria. Este reconhecimento académico da importância da obra dos poetas gregos garantiu que fragmentos da mesma sobrevivessem até aos nossos dias.
O cânone é composto por:
Alceu de Mitilene (lírica monódica, séc. VII a.C.)
Safo de Lesbos (lírica monódica, séc. -VII a.C.).
Anacreonte (lírica monódica, séc. -VI a.C.).
Álcman de Esparta (lírica coral, séc. -VII a.C.).
Estesícoro (lírica coral, séc. -VI a.C).
Íbico (lírica coral, séc. -VI a.C.).
Simónides de Ceos (lírica coral, séc. -VI a.C.).
Baquílides (lírica coral, séc. -V a.C.).
Píndaro (lírica coral, séc. -V a.C.).

Os estudiosos alexandrinos definiram o género lírico com base na forma métrica e no acompanhamento musical da poesia, a lira. A poesia lírica é tradicionalmente dividida em dois estilos: a lírica monódica e a lírica coral, sendo que a lírica coral seria executada com o acompanhamento de um coro, ao passo que a lírica monódica seria cantada por uma só voz. Este tipo de categorização levanta problemas de diversas ordens, como, por exemplo, a exclusão da elegia de entre o género lírico, ou a associação de um poeta a um só estilo performativo.